# Vall de Marfà
La vall de Marfà, de vegades simplement esmentada com a Marfà, és una vall situada a l'altiplà del Moianès, pertany bàsicament al terme municipal de Castellcir, Moià, Castellterçol i Monistrol de Calders. La vall és drenada per la riera de la Golarda o de Marfà, tributària del riu calders, la qual s'origina per la unió del torrent de la Fàbrega i la riera de Castellnou.

La vall de Marfà, respecte del terme de Castellcir

És la major part i el centre d'un enclavament del terme municipal de Castellcir entre els termes de Castellterçol, Moià i Monistrol de Calders. Està centrat en la casa de Marfà i l'antiga església parroquial de Sant Pere de Marfà. Conté també les masies de la Closella, La Datzira, Marfà, Pujalt, el Saiolic, els Sorts, les Vinyes i el Xei, els molins de Brotons, Marfà, els Sorts i la Datzira i el santuari de la Mare de Déu de la Tosca. A més, hi havia hagut les masies, ara desaparegudes o en ruïnes, de la Codina, del Coll i de la Rovira. La vall antigament era ocupada per grans extensions de conreus d'olivera i vinya però actualment el terreny agrícola te menor presència. Actualment els boscos de pinassa, pi roig i pi blanc ocupen la major pert de la superfície, tanmateix en alguns llocs indrets es conserven boscos d'alzinar i roure martinenc, més madurs.
La major part del seu territori correspon a l'antiga parròquia rural de Sant Pere de Marfà, lligada gairebé sempre a Santa Maria de Moià, tot i que també hi ha una part del terme de la sufragània de Sant Llogari de Castellet, de la parròquia de Sant Martí de Granera.